# العلاقات البرتغالية الفيجية
العلاقات البرتغالية الفيجية هي العلاقات الثنائية التي تجمع بين البرتغال وفيجي.

## مقارنة بين البلدين
هذه مقارنة عامة ومرجعية للدولتين:
| وجه المقارنة                                              | البرتغال                                                  | فيجي                                                                 |
| --------------------------------------------------------- | --------------------------------------------------------- | -------------------------------------------------------------------- |
| المساحة (كم2)                                             | 92.21 ألف                                                 | 18.27 ألف                                                            |
| عدد السكان (نسمة)                                         | 10.60 مليون                                               | 915.30 ألف                                                           |
| الكثافة السكانية (ن./كم²)                                 | 114.95                                                    | 50.1                                                                 |
| العاصمة                                                   | لشبونة                                                    | سوفا                                                                 |
| اللغة الرسمية                                             | اللغة البرتغالية، اللغة الميراندية                        | لغة إنجليزية، اللغة الفيجية، اللغة الفيجي الهندية، اللغة الهندستانية |
| العملة                                                    | يورو، اسكودو برتغالي                                      | دولار فيجي                                                           |
| الناتج المحلي الإجمالي (بليون دولار)                      | 217.57 مليار                                              | 5.06 مليار                                                           |
| الناتج المحلي الإجمالي (تعادل القوة الشرائية) بليون دولار | 307.82 مليار                                              | 8.32 مليار                                                           |
| الناتج المحلي الإجمالي الاسمي للفرد دولار أمريكي          | 19.22 ألف                                                 | 4.96 ألف                                                             |
| الناتج المحلي الإجمالي للفرد دولار أمريكي                 | 28.76 ألف                                                 | 8.79 ألف                                                             |
| مؤشر التنمية البشرية                                      | 0.830                                                     | 0.727                                                                |
| رمز المكالمات الدولي                                      | +351                                                      | +679                                                                 |
| رمز الإنترنت                                              | .pt                                                       | .fj                                                                  |
| المنطقة الزمنية                                           | توقيت غرب أوروبا، توقيت غرب أوروبا الصيفي، أوروبا/لشبونة ‏ | ت ع م+12:00                                                          |

## منظمات دولية مشتركة
يشترك البلدان في عضوية مجموعة من المنظمات الدولية، منها:
| علم المنظمة | اسم المنظمة                               | تاريخ انضمام البرتغال | تاريخ انضمام فيجي |
| ----------- | ----------------------------------------- | --------------------- | ----------------- |
|             | المنظمة الهيدروغرافية الدولية             | ?                     | ?                 |
|             | الاتحاد البريدي العالمي                   | ?                     | ?                 |
|             | بنك التنمية الآسيوي                       | 2002                  | 1970              |
|             | يونسكو                                    | 11 مارس 1965          | 14 يوليو 1983     |
|             | البنك الدولي للإنشاء والتعمير             | 29 مارس 1961          | 28 مايو 1971      |
|             | منظمة التجارة العالمية                    | ?                     | ?                 |
|             | وكالة ضمان الاستثمار متعدد الأطراف        | 6 يونيو 1988          | 24 سبتمبر 1990    |
|             | الاتحاد الدولي للاتصالات                  | 1866                  | 5 مايو 1971       |
|             | منظمة الشرطة الجنائية الدولية             | ?                     | ?                 |
|             | مؤسسة التمويل الدولية                     | 8 يوليو 1966          | 12 يوليو 1979     |
|             | الأمم المتحدة                             | 14 ديسمبر 1955        | 13 أكتوبر 1970    |
|             | مؤسسة التنمية الدولية                     | 29 ديسمبر 1992        | 29 سبتمبر 1972    |
|             | منظمة حظر الأسلحة الكيميائية              | ?                     | ?                 |
|             | المركز الدولي لتسوية المنازعات الاستشارية | 1 أغسطس 1984          | 10 سبتمبر 1977    |

## وصلات خارجية
- موقع وزارة الخارجية البرتغالية
- موقع وزارة الخارجية الفيجية